# Phyllanthus tepuicola
Phyllanthus tepuicola là một loài thực vật có hoa trong họ Diệp hạ châu. Loài này được Steyerm. miêu tả khoa học đầu tiên năm 1975 publ. 1976.